# Miss Universo 2003

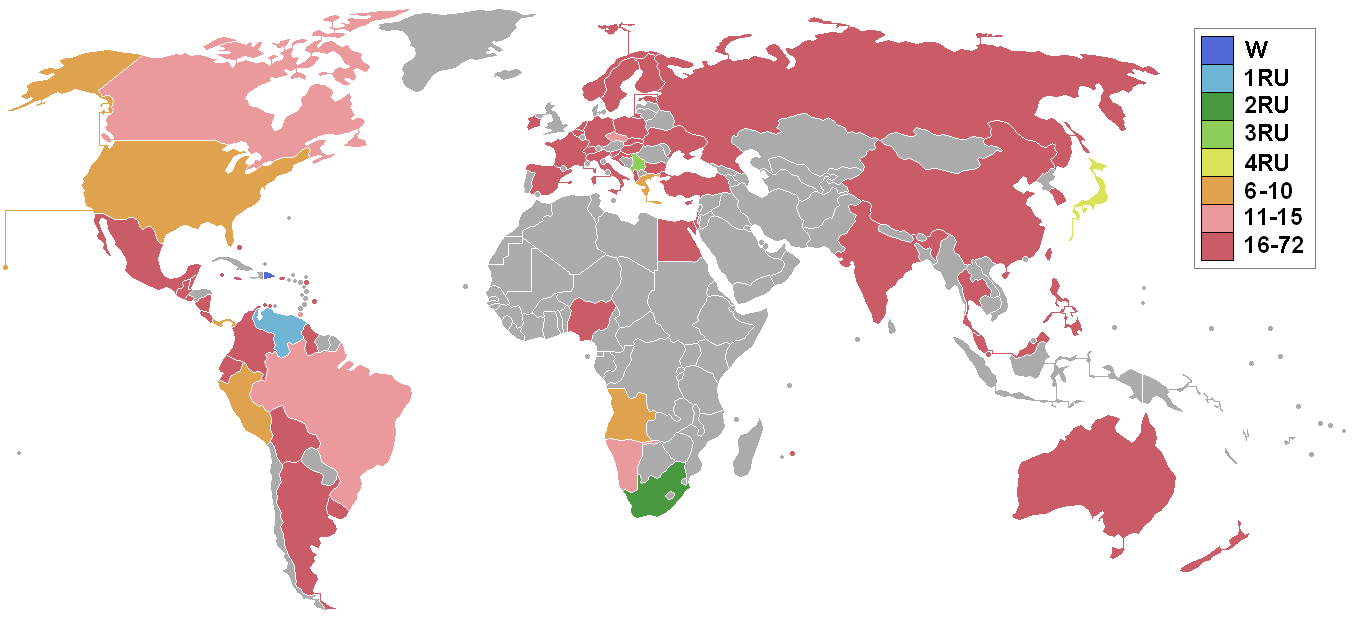
Miss Universo 2003. Le nazioni partecipanti ed i risultati.

Miss Universo 2003, cinquantaduesima edizione di Miss Universo, si è tenuta presso il Figali Convention Center di Panama il 3 giugno 2003. L'evento è stato presentato da Billy Bush e Daisy Fuentes, mentre gli ospiti della serata sono stati le Bond e Chayanne. Amelia Vega, Miss Repubblica Dominicana, è stata incoronata Miss Universo 2003 dalla detentrice del titolo uscente, Justine Pasek di Panama.

## Risultati

### Piazzamenti
| Risultato finale   | Concorrente |
| ------------------ | --- |
| Miss Universo 2003 | - Rep. Dominicana - Amelia Vega |
| 2ª classificata    | - Venezuela - Mariángel Ruiz |
| 3ª classificata    | - Sudafrica - Cindy Nell |
| 4ª classificata    | - Serbia e Montenegro - Sanja Papić |
| 5ª classificata    | - Giappone - Miyako Miyazaki |
| Top 10             | - Brasile - Gislaine Ferreira - Canada - Leanne Marie Cecile - Namibia - Ndapewa Alfons - Rep. Ceca - Kateřina Smrzová - Trinidad e Tobago - Faye Alibocus |
| Top 15             | - Angola - Ana Sebastião - Grecia - Marietta Chrousala - Panama - Stefanie de Roux - Perù - Claudia Ortiz - Stati Uniti - Susie Castillo                   |

### Riconoscimenti speciali
| Riconoscimento        | Concorrente                                                                        |
| --------------------- | ---------------------------------------------------------------------------------- |
| Best National Costume | - Panama - Stefanie de Roux - Perù - Claudia Ortiz - Rep. Dominicana - Amelia Vega |
| Miss Congeniality     | - Antigua e Barbuda - Kai Davis                                                    |
| Miss Photogenic       | - Porto Rico - Carla Tricoli                                                       |

## Musiche di sottofondo
Tutti i brani della serata sono stati interpretati dal gruppo musicale Bond:
- Numero di apertura: Victory
- Sfilata in costume nazionale: Gypsy Rhapsody
- Numero di piazzamento: Allegretto
- Sfilata in abito da sera: Shine/Strange Paradise/Libertango
- Sfilata in costume: Fuego

## Giudici della trasmissione televisiva
Le seguenti celebrità hanno fatto da giudici durante la serata finale:
- Audrey Quock - Modella.
- Roberto Cavalli - Stilista.
- Peter Reckell - Attore.
- Matthew St. Patrick - Attore.
- Fernanda Tavares - Modella.
- Richard Johnson - Giornalista del New York Post.
- Deborah Carthy-Deu - Miss Universo 1985.
- Amelia Marshall - Attrice.
- María Celeste Arrarás - Conduttrice di Telemundo.

## Concorrenti
- Albania - Denisa Kola
- Angola - Ana Sebastião
- Antigua e Barbuda - Kai Davis
- Argentina - Laura Romero
- Aruba - Malayka Rasmijn
- Australia - Ashlea Talbot
- Bahamas - Nadia Johnson
- Barbados - Nadia Forte
- Belgio - Julie Taton
- Belize - Becky Bernard
- Bolivia - Irene Aguilera
- Brasile - Gislaine Ferreira
- Bulgaria - Elena Tihomirova
- Canada - Leanne Marie Cecile
- Cina - Wu Wei
- Cina Taipei - Szu-Yu Chen (Miss Taiwan)
- Cipro - Ivi Lazarou
- Colombia - Diana Mantilla
- Corea del Sud - Geum Na-na
- Costa Rica - Andrea Ovares
- Croazia - Ivana Delic
- Curaçao - Vanessa van Arendonk
- Ecuador - Andrea Jácome
- Egitto - Nour El-Samary
- El Salvador - Diana Valdivieso
- Estonia - Katrin Susi
- Filippine - Carla Balingit
- Finlandia - Anna Maria Strömberg
- Francia - Emmanuelle Chossat
- Germania - Alexsandra Vodjanikova
- Giamaica - Michelle Lecky
- Giappone - Miyako Miyazaki
- Grecia - Marietta Chrousala
- Guatemala - Florecita de Jesus
- Guyana - Leanna Damond
- India - Nikita Anand
- Irlanda - Lesley Flood
- Isole Cayman - Nichelle Welcome
- Israele - Sivan Klein
- Italia - Silvia Ceccon
- Malaysia - Elaine Daly
- Mauritius - Marie-Aimee Bergicourt
- Messico - Marisol González
- Namibia - Ndapewa Alfons
- Nicaragua - Claudia Salmeron
- Nigeria - Celia Ohumotu
- Norvegia - Hanne-Karine Sørby
- Nuova Zelanda - Sharee Adams
- Paesi Bassi - Tessa Brix
- Panama - Stefanie de Roux
- Perù - Claudia Ortiz
- Polonia - Iwona Makuch
- Porto Rico - Carla Tricoli
- Rep. Ceca - Kateřina Smrzová
- Rep. Dominicana - Amelia Vega
- Russia - Olesya Bondarenko
- Serbia e Montenegro - Sanja Papić
- Singapore - Bernice Wong
- Slovacchia - Petra Mokrošová
- Slovenia - Polona Baš
- Spagna - Eva González
- Stati Uniti - Susie Castillo
- Sudafrica - Cindy Nell
- Svezia - Helena Stenbäck
- Svizzera - Nadine Vinzens
- Thailandia - Yaowalak Traisurat
- Trinidad e Tobago - Faye Alibocus
- Turchia - Ozge Ulusoy
- Ucraina - Lilja Kopytova
- Ungheria - Viktoria Tomozi
- Venezuela - Mariángel Ruiz

## Trasmissioni internazionali
Alcuni canali televisivi al di fuori degli Stati Uniti d'America, come la NBC o Telemundo hanno trasmesso l'evento dal vivo nei rispettivi territori.
- Albania: RTV21
- Argentina: América 2
- Australia: Seven Network
- Austria: TW1
- Bahamas: ZNS-TV
- Belgio: Star!
- Bermuda: VSB-TV
- Bolivia: Unitel
- Brasile: Rede Bandeirantes e DirecTV Latin America
- Bulgaria: BNT 1
- Canada: CBC Television
- Cile: TNT Latin America
- Cipro: Cyprus Broadcasting Corporation
- Cina: CCTV-1
- Colombia: Caracol TV e TNT
- Corea del Sud: KBS1
- Costa Rica: Teletica
- Danimarca: Star! Scandinavia e Showtime Scandinavia
- Ecuador: Gama TV e TNT
- Egitto: MBC4
- El Salvador: TCS
- Emirati Arabi Uniti: MBC4
- Estonia: Star! e Viasat Baltics
- Filippine: RPN 9
- Finlandia: MTV3, Star! Scandinavia e Showtime Scandinavia
- Francia: Paris Première
- Germania: Das Vierte
- Giamaica: Ination TV
- Giappone: NHK
- Grecia: ANT1
- Honduras: Canal 11
- Hong Kong: TVB Pearl
- India: DD National
- Indonesia: Indosiar (ID)
- Irlanda: RTÉ One
- Islanda: Star! Scandinavia e Showtime Scandinavia
- Israele: Arutz 2
- Italia: Stream
- Lettonia: Star! e Viasat Baltics
- Libano: LBC e MBC4
- Malaysia: TV1
- Malta: TVM
- Messico: Televisa
- Namibia: NBC
- Nicaragua: Televicentro
- Norvegia: TV2
- Paesi Bassi: Star!
- Panama: (paese ospitante): RPC
- Perù: ATV e TNT
- Polonia: TVP2
- Porto Rico: Telemundo
- Portogallo: RTP1
- Regno Unito: BBC One
- Rep. Dominicana: Telemundo, Color Vision e TNT
- Romania: TVR1
- Russia: C1R (RU)
- Serbia: RTS
- Singapore: MediaCorp TV Channel 5
- Spagna: TVE1
- Stati Uniti: NBC e Telemundo
- Svezia: Star! Scandinavia e Showtime Scandinavia
- Svizzera: SF 1
- Taiwan: CTS
- Thailandia: Channel 7 (TH)
- Trinidad e Tobago: CCN TV6
- Turchia: NTV
- Ungheria: m1
- Ucraina: UT1
- Venezuela: Venevisión e TNT
- Vietnam: VTV1